# Бертлинген
Бертлинген (њем. Börtlingen) општина је у њемачкој савезној држави Баден-Виртемберг. Једно је од 38 општинских средишта округа Гепинген. Према процјени из 2010. у општини је живјело 1.769 становника. Посједује регионалну шифру (AGS) 8117011.

## Географски и демографски подаци
Бертлинген се налази у савезној држави Баден-Виртемберг у округу Гепинген. Општина се налази на надморској висини од 450 метара. Површина општине износи 8,3 km². У самом мјесту је, према процјени из 2010. године, живјело 1.769 становника. Просјечна густина становништва износи 214 становника/km².